# Wilhelm Zils
Wilhelm Zils (* 26. Juli 1887; † 27. Dezember 1943) war ein deutscher Redakteur und Schriftsteller.

## Leben und Werk
Er war in München tätig. Bekanntheit erlangte er vor allem durch sein Werk Geistiges und künstlerisches München in Selbstbiographien von 1913, für das zahlreiche prominente Münchner Personen des öffentlichen Lebens, Künstler und Wissenschaftler autobiographische Texte zur Verfügung stellten. Von 1913 bis 1924 schrieb er Artikel für die Zeitschrift Die christliche Kunst, von 1927 bis 1936 für das Allgemeine Lexikon der Bildenden Künstler.

## Veröffentlichungen (Auswahl)
- (Hrsg.): Geistiges und künstlerisches München in Selbstbiographien. Mit zwölf Bildnissen und einem Anhang „Münchener Verleger und Presse“. Max Kellerer, München 1913 (Digitalisat).
- (Hrsg.): König Ludwig III. im Weltkrieg. Briefe, Erlasse, Reden und Telegramme des Königs aus eiserner Zeit. J. F. Lehmann, München 1917.
- Ludwig Knaus (= Die Kunst dem Volke 36). Allgemeine Vereinigung für christliche Kunst, München 1919.
- (Hrsg.): Bayerisches Handwerk in seinen alten Zunftordnungen. Ein Beitrag zur Geschichte des bayerischen Handwerks u. Zunftwesens.  Heimatbücher-Verlag Müller & Königer, München 1927 (Digitalisat).
- 750 Jahre St. Nikolaus, Bad Reichenhall. Ein Führer durch die Geschichte und Kunst der Pfarrkirche. Kath. Kirchengemeinde St. Nikolaus, Bad Reichenhall 1931.
- Bürgerbräu Bad Reichenhall. Bürgerbräu, Bad Reichenhall 1936.